# Algyroides
Algyroides (кілювата ящірка) — рід ящірок родини ящіркових (Lacertidae). Представники цього роду мешкають в Південній Європі.

## Опис
Кілюваті ящірки — невеликі стрункі ящірки, довжина яких (без врахування хвоста) становить 4,5-7 см, а максимальна довжина (враховуючи хвіст) становить 15 см. Самці, як правило, більші за самиць. Кілюваті ящірки вирізняються збільшеними, кілюватими спинними лусками, луски на боках у них дрібні і гладкі. Забарвлення зазвичай однотонне, зверху темне, знизу світле. На відміну від представників роду Psammodromus, кілюваті ящірки мають добре розвинений комір.

## Види
Рід Algyroides нараховує 4 види:
- Algyroides fitzingeri (Wiegmann, 1834)
- Algyroides hidalgoi Boscá, 1916
- Algyroides moreoticus Bibron & Bory, 1833
- Algyroides nigropunctatus (A.M.C. Duméril & Bibron, 1839)